# 艾昂顿 (密苏里州)
艾昂顿（英語：Ironton）是美国密蘇里州艾昂縣的一个城市和县治，2010年的人口普查中人口为1 460名，位于贝尔格莱德以南12英里。